# August Stiehler
Johann Karl August Stiehler (* 7. November 1807 in Benigengrün bei Wurzbach; † 9. November 1896 in Lobenstein) war ein deutscher Pfarrer und Politiker.

## Leben
Stiehler war der Sohn des Faktors in den beiden Hammerwerken von Benigengrün Rudolph Christian Heinrich Stiehler und dessen Ehefrau Christiana Sophia Henriette geborene Fischer. Er war evangelisch-lutherischer Konfession und heiratete am 15. Juni 1849 in Wurzbach Ida Johanne Karoline Wilhelmine Wachter (* 24. Dezember 1811 in Wurzbach; † 13. Juni 1871 in Lobenstein), die Tochter des Weißbäckers Karl Christoph Ernst Wachter aus Wurzbach.
Stiehler studierte Theologie und war an 1832 Hilfslehrer an der Mädchenschule in Lobenstein, wo er 1840 Rektor wurde. Am 20. Juli 1842 wurde er ordiniert und am 29. Januar 1843 zum Diaconus in Lobenstein ernannt. 1847 wurde er dort Oberpfarrer und 1868 Superintendent. 1876 wurde er in den Ruhestand versetzt. Er wurde 1876 mit dem fürstlich goldenen Ehrenkreuz und dem Titel Kirchenrat ausgezeichnet.
Vom 4. April bis zum 20. Juni 1856 war er als Stellvertreter von Heinrich Reinhold Abgeordneter im Landtag Reuß jüngerer Linie. 